# Andrus Ansip
Andrus Ansip (Tartu, 1º ottobre 1956) è un politico estone, vicepresidente della Commissione europea dal 2014 al 2019.
In precedenza, è stato primo ministro dell'Estonia dal 2005 al 2014 e presidente del Partito Riformatore Estone (Reformierakond) dal 2004 al 2014.

## Biografia
Laureato nel 1979 in Chimica presso l'Università di Tartu, la città dove è nato nel 1956, ha lavorato presso la stessa università dal 1979 al 1983. Dal 1986 al 1988 è stato istruttore del Dipartimento industriale e capo del Comitato distrettuale di Tartu del Partito Comunista dell'Estonia.
Dopo la riconquista dell'indipendenza dell'Estonia, si è occupato di banche e investimenti; è stato membro del consiglio di amministrazione della Banca di Tartu (Rahvapank), amministratore delegato della Livonia Privatisation IF e amministratore delegato della Investment Fund Broker Ltd (in estone: Fondiinvesteeringu Maakler AS) nonché amministratore delegato del fondo d'investimento Maakler AS e dell'emittente Radio Tartu.

## La carriera politica
Nel 1998 divenne sindaco di Tartu; candidato dal Partito Riformatore Estone (Reformierakond), rimase in carica fino al 2004 ottenendo un largo consenso e una buona popolarità. Eletto più volte al Riigikogu (il Parlamento estone), ha sempre rinunciato al seggio per continuare a ricoprire la carica di sindaco.
Il 2 novembre 2004 divenne presidente del Partito Riformatore, subentrando al fondatore del partito ed ex primo ministro Siim Kallas, divenuto commissario europeo e quindi trasferitosi a Bruxelles. Ansip si trasferì a Tallinn e, quando il 13 settembre il collega di partito Meelis Atonen (ministro dell'Economia e delle Comunicazioni nel governo guidato da Juhan Parts) dovette dimettersi, Ansip prese il suo posto.
Il 31 marzo 2005 fu incaricato dal presidente Arnold Rüütel di formare un governo in seguito alle dimissioni del governo Parts (24 marzo 2005) e quindi formò un governo di coalizione, che incluse anche il Partito di Centro Estone (Keskerakond) e l'Unione Popolare Estone (Rahvaliit) e che fu approvato dal Riigikogu il 12 aprile con l'appoggio di 53 dei 101 membri del Parlamento. Il gabinetto entrò in carica il 13 aprile 2005.
Alle elezioni parlamentari del 2007 (24 marzo), il Partito Riformatore di Ansip raccolse il 27% dei suffragi, portando la propria rappresentanza parlamentare da 19 a 31 seggi; Ansip ottenne anche un'importante affermazione personale: con oltre 22 500 voti divenne il candidato più votato nella storia dell'Estonia indipendente. Incaricato dal presidente Toomas Hendrik Ilves di formare il nuovo governo, varò una coalizione con la liberal-conservatrice Unione Patria e Res Publica e il Partito Socialdemocratico. Il nuovo esecutivo entrò in carica il 5 aprile 2007.
Alle elezioni parlamentari del 2011 (6 marzo), il Partito Riformatore raccolse il 28,6% dei suffragi, portando la propria rappresentanza parlamentare da 31 A 33 seggi; Ansip venne riconfermato alla carica di Primo ministro il 6 aprile 2011 per il suo terzo mandato.
Il 4 marzo 2014 ha presentato le proprie dimissioni al presidente Toomas Hendrik Ilves.
Il Partito riformista, dopo aver proposto a Siim Kallas di succedere ad Ansip, ha scelto Taavi Rõivas, ministro degli affari sociali in carica, come proprio candidato a diventare nuovo primo ministro. Il 14 marzo il presidente Toomas Hendrik Ilves ha pertanto invitato Rõivas a formare un nuovo governo col sostegno dei socialdemocratici.
Col giuramento del governo Rõivas, il 26 marzo 2014 è terminato il mandato di Andrus Ansip come primo ministro.

### Vicepresidente della Commissione europea
Il 10 settembre 2014 il presidente eletto della Commissione europea Juncker ha annunciato di aver proposto Andrus Ansip come Vicepresidente della Commissione europea e Commissario europeo per il mercato unico digitale. È stato formalmente nominato dal Consiglio europeo come Vicepresidente con il consenso del Parlamento europeo.
Dal 1º gennaio 2017, a seguito delle dimissioni di Kristalina Georgieva dall'incarico di Commissario europeo per il bilancio e le risorse umane e del trasferimento delle sue competenze al commissario Günther Oettinger, ha assunto ad interim il portafoglio di quest'ultimo come Commissario europeo per l'economia e la società digitali, accentrando su di sé la titolarità di tutta la materia dello sviluppo digitale. Con la nomina della nuova commissaria bulgara Marija Gabriel, il 7 luglio 2017 le ha ceduto questo incarico.
Nelle elezioni europee del 2019 è stato eletto membro del Parlamento europeo; per questo ha rinunciato all'incarico nella Commissione, optando per il seggio a Strasburgo.